# Videoescándalos

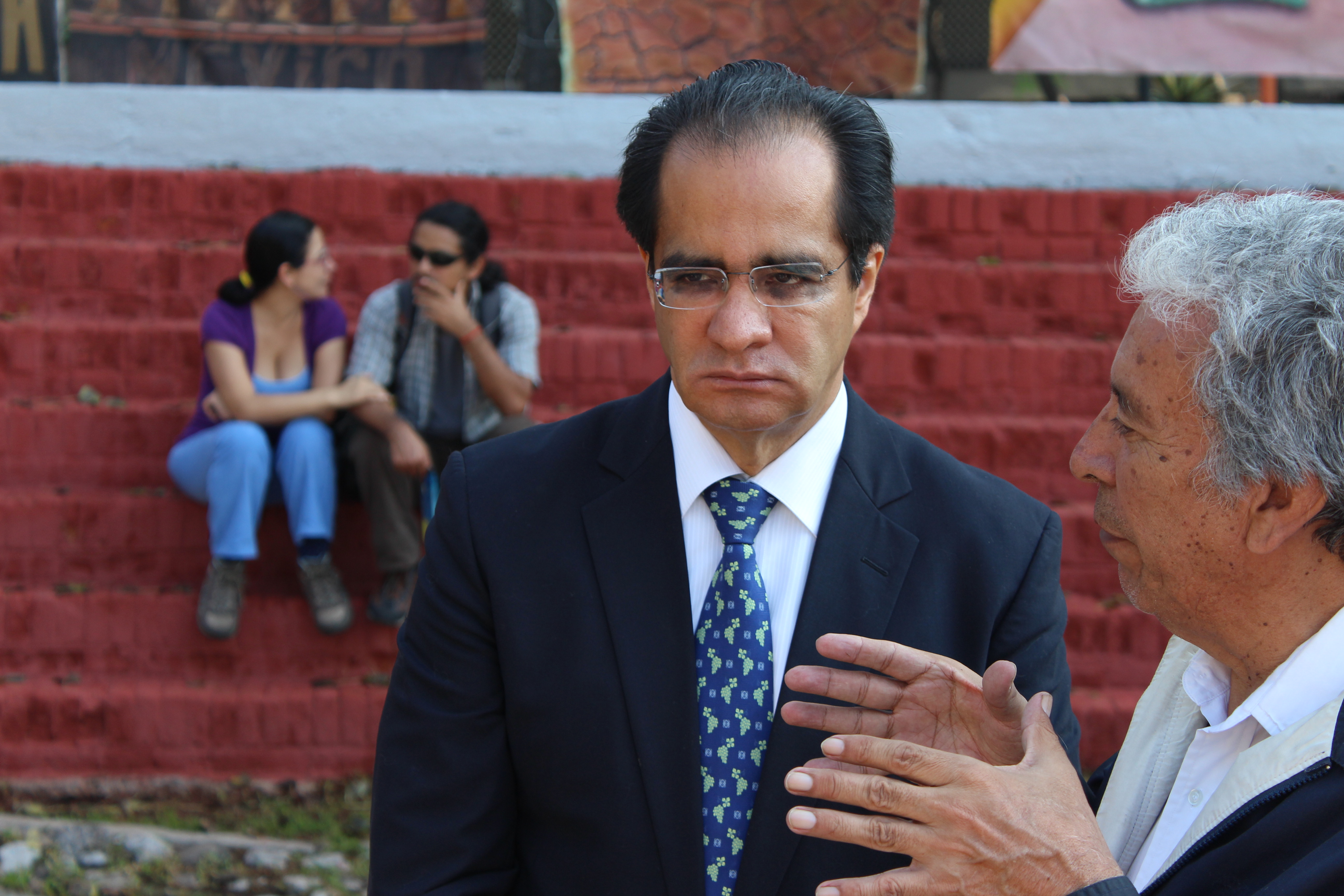
René Bejarano fue grabado en video recibiendo 45 mil dólares del empresario argentino Carlos Ahumada.

Videoescándalo es el término con el que se conocen videos caseros difundidos en México en donde integrantes de distintos partidos políticos mexicanos fueron videograbados recibiendo favores monetarios.

## Jorge Emilio González Martínez
Jorge Emilio González Martínez, presidente nacional del Partido Verde Ecologista de México (PVEM) fue el primer político que ha enfrentado serias acusaciones de corrupción cuyo punto culminante fue el video presentado en 2004 en el cual se le veía negociando un permiso municipal en Cancún para una construcción en zona de reserva ecológica a cambio de dos millones de dólares. González Martínez declaró que el video fue sacado de contexto, toda vez que el video no fue presentado en completo, siendo el final del mencionado video la negativa de él a participar en un acto ilícito, siendo entonces un video editado y presentado para acusarlo de algo que en realidad el buscaba evitar, sin embargo ante la opinión pública no ha logrado el mejoramiento de su imagen.[cita requerida]

## PRD

### El Señor de las Ligas
En 2004, el diputado panista Federico Döring filtró en el noticiero televisivo El Mañanero, conducido por Brozo (personaje de Víctor Trujillo) el video que levantaría un escándalo político al mostrar al perredista René Bejarano, en ese momento Presidente de la Asamblea Legislativa, recibiendo 45 mil dólares del empresario argentino Carlos Ahumada.
A principios de 2004, el PRD sufrió una nueva debacle. En unos vídeos filtrados a la opinión pública se involucraba a personajes del partido y al Secretario de Finanzas del Gobierno del Distrito Federal en presuntos actos de corrupción, que desataron un escándalo político en el país. La presidenta del partido, Rosario Robles, tuvo que dejar su cargo tras acusaciones de desfalcos y presunta vinculación con personajes corruptos.

### Gustavo Ponce en Las Vegas
El primer vídeo exhibido en televisión abierta mostraba a Gustavo Ponce Meléndez, Secretario de Finanzas del Distrito Federal, apostando en un casino de Las Vegas, Estados Unidos. Ponce escapó esa misma noche. Posteriormente, la Procuraduría de Justicia del Distrito Federal reveló que el exfuncionario era investigado por lavado de dinero. 
Unos días después, en el noticiero mexicano El Mañanero, conducido por el payaso Brozo (una caracterización del presentador de noticias y actor Víctor Trujillo), se mostró un video donde René Bejarano, diputado de la Asamblea Legislativa del Distrito Federal y antiguo colaborador de López Obrador, recibía grandes sumas de dinero del empresario argentino Carlos Ahumada. Bejarano señaló poco después que el dinero había sido entregado a la entonces presidenta del partido, Rosario Robles. Una parte del partido criticó duramente a Robles y la hizo responsable de financiar las campañas políticas con dinero de Ahumada.
En otros videos se mostró al ex delegado de Tlalpan (una demarcación dentro de la Ciudad de México), Carlos Ímaz, también recibiendo dinero de manos de Carlos Ahumada. Rosario Robles también fue señalada como responsable. Posteriormente, nuevamente Bejarano salió en otro video, negociando con Ahumada la asignación de puestos públicos en la delegación Álvaro Obregón.
Los escándalos repercutieron en la precipitada renuncia de Robles al partido. René Bejarano y otros funcionarios involucrados hubieron de enfrentarse a la expulsión del partido y a procesos legales. El presidente sustituto del partido, Leoney Godoy Rangel, tuvo que pedir disculpas públicamente a la ciudadanía.
El gobierno del Distrito Federal se vio inmerso en el escándalo. El gobernante de la ciudad, Andrés Manuel López Obrador, condenó los hechos y los relacionó con una embestida política en su contra, orquestada por el expresidente Carlos Salinas de Gortari (quien según López Obrador continúa con el control del PRI), Diego Fernández de Cevallos y la propia presidencia de la República, con el objetivo de reducir su popularidad. 
Carlos Ahumada, al ser detenido, declaró que las grabaciones en su oficina particular fueron planeadas cuando llegó a un acuerdo con el senador Diego Fernández de Cevallos y el expresidente Carlos Salinas de Gortari, para dar a conocer los videos de corrupción por televisión y conseguir protección por la acusación de fraude de 31 millones de dólares y ampliar sus negocios en otras partes de la República.

## Gobierno de Andrés Manuel López Obrador

### Sobornos en PEMEX
Durante la Conferencia de Prensa Matutina del 16 de agosto de 2020, se presentó un video supuestamente entregado por Emilio Lozoya Austin, ex-director de Pemex, en la que muestra a dos exmiembros del Senado de la República identificados como Rafael Caraveo y Guillermo Gutiérrez recibiendo dinero por parte del exdirector. El video fue publicado en YouTube por parte del hermano del exdirector: Juan Jesús Lozoya Austin.

### LatinUS Investiga
Los siguientes casos fueron presentados por el periodista Carlos Loret de Mola en su programa Loret, emitido por el portal LatinUS, en la que muestran a familiares y gente cercana al presidente López Obrador obteniendo dinero.

#### Pío López Obrador
El 20 de agosto de 2020, fueron presentados dos videos protagonizados por Pío López Obrador, hermano del presidente Andrés Manuel López Obrador, recibiendo dinero por parte del ex-coordinador Nacional de Protección Civil: David León Romero. El primer video muestra a ambos protagonistas presuntamente en un Vips, en donde León entrega a Pío cuatrocientos mil pesos, y que quedaría a deberle $30,000. El segundo video fue grabado en casa de Pío López el 26 de junio de 2015, donde se le entrega un millón de pesos.
León entregó a López Obrador alrededor de $1,430,000 en total para fortalecer a Morena en Chiapas para los comicios presidenciales del 2018.[cita requerida]
En la Conferencia de Prensa Matutina del 21 de agosto de 2020, el presidente Andrés Manuel López Obrador defendió a su hermano diciendo que ese dinero "eran aportaciones para fortalecer el movimiento en momentos en que la gente era la que apoyaba". El 10 de noviembre de 2020, ambos protagonistas argumentaron que ambos videos eran falsos. Pío López, pidió a la Fiscalía General de la República arrestar a Loret de Mola por 12 años por la publicación de esos videos.

#### Martinazo
El 8 de julio de 2021, Martín Jesús López Obrador, apodado Martinazo, al igual que su hermano Pío López, fue grabado recibiendo dinero de David León en 2015. Aquí le entrega 150 mil pesos para la primera campaña de Morena ahora como partido político. Al día siguiente de la difusión del video, el 9 de julio, AMLO argumenta que los videos que se han mostrado de gente cercana a él recibiendo dinero, es para perjudicarlo.

#### Operación Carrusel
El 9 de diciembre de 2021, LatinUS junto a Mexicanos contra la Corrupción y la Impunidad, presentaron una investigación donde 34 personas afines al partido Morena realizaban depósitos al Fideicomiso 73803, un programa de donaciones presentado por Andrés Manuel López Obrador, en ese momento candidato a la presidencia, para los damnificados del Terremoto de 2017, aunque parte de lo recaudado llegó a parar a las campañas de Morena para la Contienda Electoral de 2018.
En el video obtenido del CCTV de Banca Afirme sucursal San Ángel, con fecha del 28 de diciembre de 2017, se muestran al secretario particular del presidente López Obrador, Alejandro Esquer Verdugo y a su encargada de finanzas, Denis Vasto Dobarganes, haciendo depósitos en efectivo de un millón de pesos. Esquer, junto a Dobarganes y otras cuatro personas, se formaron varias veces en la sucursal San Ángel para depositar 50 mil pesos cada uno, en una "operación carrusel" para evadir leyes fiscales contra el lavado de dinero. Dicha operación se completó en un lapso de veinte minutos, hasta lograr juntar $1,400,000. 
Los treinta y cuatro operadores fueron recompensados con cargos públicos cuando López Obrador se convirtió en presidente de México.[cita requerida]
De acuerdo con la investigación, los operadores que recibieron dinero del fideocomiso fueron:
- León Felipe Vidauri Alfaro (2.7 millones de pesos)
- César Addi Sánchez Salinas (2.3 millones de pesos)
- Javier Francisco de la Huerta Cotero (2.1 millones de pesos)
- Guillermo Genaro Polanco García (2.1 millones de pesos)
- Santiago de la Huerta Cotero (2.1 millones de pesos)
- Iztac Hernández Quiterio (2 millones de pesos)
- Joshue Uriel Figueroa Blázquez (2 millones de pesos)
- José Manuel Vera Salgado (1.8 millones de pesos)
- Camilo Oviedo Bautista (1.6 millones de pesos)
- Rodrigo Abdalá Dartigues (1.4 millones de pesos)
- Jorge Eduardo Arellano Osorio (700 mil pesos)
- Crescencio Carreño Aragón (700 mil pesos)
- Itzel Coca Hernandez (500 mil pesos)
- Luis Angel Alfonso Reyes (500 mil pesos)
- Montserrat Adriana Bosque Sánchez (260 mil pesos)

Cinco días después de haber sido presentada esta investigación, durante la Conferencia Matutina del 6 de diciembre de 2021, el presidente López Obrador exculpó a su secretario y argumentó que tanto el INE como el TEPJF analizaron dichos videos y no encontraron delito alguno. El presidente criticó a Loret de Mola, a quien acusó de corrupto, defendiendo a su secretario, al general Jens Pedro Lohman y a Santiago Nieto.